# Бернд Краусс
Бернд Краусс (нім. Bernd Krauss, нар. 8 травня 1957, Дортмунд) — австрійський футболіст німецького походження, захисник. По завершенні ігрової кар'єри — футбольний тренер.
Як гравець насамперед відомий виступами за «Рапід» (Відень) та «Боруссію» (Менхенгладбах), а також національну збірну Австрії.

## Клубна кар'єра
Народився 8 травня 1957 року в місті Дортмунд. Вихованець футбольної школи клубу «Шюрен».
У дорослому футболі дебютував 1976 року виступами за команду клубу «Боруссія» (Дортмунд), в якій провів один сезон, взявши участь лише у 1 матчі чемпіонату.
Своєю грою за цю команду привернув увагу представників тренерського штабу клубу «Рапід» (Відень), до складу якого приєднався влітку 1977 року. Відіграв за віденську команду наступні шість сезонів своєї ігрової кар'єри. Більшість часу, проведеного у складі віденського «Рапіда», був основним гравцем захисту команди.
Влітку 1983 року перейшов до «Боруссії» (Менхенгладбах), за яку відіграв 7 сезонів. Граючи у складі «Боруссії» також здебільшого виходив на поле в основному складі команди. Завершив професійну кар'єру футболіста виступами за «Боруссію» у 1990 році

## Виступи за збірну
Під час виступів за «Рапід» (Відень) прийняв австрійське громадянство і 1981 року дебютував в офіційних матчах у складі національної збірної Австрії.
У складі збірної був учасником чемпіонату світу 1982 року в Іспанії, на якому зіграв в усіх п'яти матчах збірної на турнірі.
Всього протягом кар'єри у національній команді, яка тривала 4 роки, провів у формі головної команди країни 22 матчі.

## Кар'єра тренера
Розпочав тренерську кар'єру, ще продовжуючи грати на полі, 1989 року, очоливши тренерський штаб клубу «Боруссія» (Менхенгладбах).
Надалі очолював клуби «Кельн», «Реал Сосьєдад», «Боруссія» (Дортмунд), «Мальорка», «Аріс», «Адміра-Ваккер» та «Тенерифе».
Наразі останнім місцем тренерської роботи був туніський клуб «Етуаль дю Сахель», який Бернд Краусс очолював як головний тренер з січня по березень 2012 року.

## Досягнення

### Як гравець
- Чемпіон Австрії (2): 1982, 1983
- Віце-чемпіон Австрії (1): 1978
- 3-й призер чемпіонату Австрії (2): 1979, 1981
- Володар кубка Австрії (1): 1983
- Фіналіст кубка Німеччини (1): 1984

### Як тренер
- Володар кубка Німеччини (1): 1995
- Фіналіст суперкубка Німеччини (1): 1995